# Damien Masterson
Damien Z. Masterson (* 11. August 1970 in Berkeley) ist ein amerikanischer Mundharmonika-Spieler, der Jazz und Weltmusik fusioniert.

## Leben und Wirken
Masterson wuchs in insgesamt 22 Kinderheimen auf. Mit 14 Jahren entdeckte er Sonny Boy Williamson, Little Walter und Sonny Terry und begann selbst auf der Bluesharp zu spielen. Mit 16 Jahren erhielt er ein Altsaxophon geschenkt und nahm auf diesem Unterricht. Er übertrug die gewonnenen Erkenntnisse auf die chromatische Harmonika. Zwei Jahre später ging er auf das Laney College, wo er bei Elvo D’Amante, Ed Kelley und Jay Lehman studierte. Dann besuchte er die California State University-Hayward, wo er an einem Austauschprogramm teilnahm und in Brasilien bei Maurício Einhorn studierte. Er entwickelte seinen eigenen Stil, einen tanzbaren, brasilianisch geprägten Jazzfunk, den er zurück in Kalifornien perfektionierte. 1996 erschien sein Debüt-Album. Parallel dazu besuchte er mehrmals Kuba und bezog die dortige Musik in sein Spiel ein. Ab 2009 reiste er immer wieder nach Afrika, wo ihn der senegalesische Mbalax besonders faszinierte. Er ist auch im Soundtrack des Films Psychonauts und auf Alben von Kitty Margolis, Rad., Gerald Beckett, The Coup, Spacetime Continuum, Anna Estrada oder Marco Diaz zu hören. In Dakar, wo er heute mit seiner Familie wohnt, errichtete er ein Studio. 

## Diskographische Hinweise
- Intercambio (1996)
- Cubacambio (1997, ed. 1999)
- Scrapbook (2004)
- Blue World Order (2005)
- All Over the Map (2009)